# Jan Gostomski (zm. 1623)
Jan Gostomski herbu Nałęcz (ur. ok. 1576 roku, zm. 12 marca 1623 roku) – wojewoda kaliski w latach 1620–1623, wojewoda brzeskokujawski w 1620 roku, wojewoda inowrocławski w latach 1611–1620, starosta gąbiński, grójecki, strzelecki, starosta warecki i wałecki w 1598 roku.
Syn wojewody poznańskiego Hieronima Gostomskiego. 
W 1596 roku zapisał się na Uniwersytet Padewski. 
Ojciec przekazał mu starostwo wałeckie (1593–1623), wareckie, grójeckie, gąbińskie i strzeleckie. Poseł na  sejm 1600 roku z województwa sandomierskiego. Dzięki jego poparciu został obrany na sejmiku opatowskim posłem na sejm 1605.  
W 1599 jeździł do Pragi w poselstwie do cesarza Rudolfa II. W 1600 podpisał uniwersał janowiecki. W młodości przeszedł z kalwinizmu na katolicyzm. Był protektorem jezuitów: ufundował kolegium jezuickie w Wałczu, uposażył kolegia w Sandomierzu i Lublinie. W Sandomierzu dokończył ponadto budowę kolegiaty. 7 października 1606 roku podpisał ugodę pod Janowcem. 
Poseł na sejm 1611 roku z ziemi rawskiej, deputat izby poselskiej do sprawy brandenburskiej.
Ożenił się z Zofią Tęczyńską, córką Andrzeja Tęczyńskiego, wojewody krakowskiego oraz Zofii Dembowskiej.
Na swoim zamku w Wilczyskach Jan Gostomski w okresie od 9 do 11 kwietnia 1617 r. podejmował parę królewską Zygmunta III Wazę i Konstancję Habsburżankę, odprowadzających królewicza Władysława Wazę na wyprawę moskiewską. W tym okresie zamek pojawił się w relacji Szymona Starowolskiego, wydanej w latach trzydziestych XVII w., gdzie warownia Gostomskich została uznana przez pisarza za najpiękniejszą w Ziemi stężyckiej.